# فالنتاين بنروز
فالنتاين بنروز (بالفرنسية: Valentine Penrose) (1898، مون دو مارسان في فرنسا - 7 أغسطس 1978 في المملكة المتحدة)؛ رسامة، كاتِبة، جندية وشاعرة فرنسية.